# Artur Bagdasarow
Artur Rafaełowicz Bagdasarow (ros. Артур Рафаэлович Багдасаров; orm. Արթուր Ռաֆայելի Բաղդասարով; ur. 2 grudnia 1958 w Baku) – rosyjski językoznawca (slawista, kroatysta i socjolingwista) pochodzenia ormiańskiego.
Studiował slawistykę na uniwersytecie w Sankt Petersburgu (1976–1981). W 1992 r. uzyskał doktorat na podstawie rozprawy analizującej różnice między serbskim a chorwackim językiem literackim. 

## Dzieła
Lingwista wydał pierwszy w Rosji słownik chorwacko-rosyjski oraz książki naukowe o chorwackim języku literackim. Wśród jego publikacji książkowych można wymienić:
- Rusko-hrvatsko-srpski/hrvatsko-srpsko-ruski rječnik razlika, Moskwa, 1989., 1991. 1998.[4]
- Mali školski priručnik razlika, Moskwa, 1990.
- Hrvatsko-ruski rječnik, Moskwa, 1999., 2003., 2007.
- Hrvatski književni jezik druge polovice 20.stoljeća, Moskwa, 2004.
- Хорватский разговорник, (Hrvatski razgovornik), Moskwa, 2006.
- Hrvatski jezik: kratki gramatični priručnik, Moskwa, 2006.
- Hrvatska slovnica, 2006.
- Novi hrvatsko-ruski rječnik, Moskwa, 2007.
- Hrvatski književni jezik i njegova norma, Rijeka, 2010.
- Хорватский язык. Начальный курс, (Hrvatski jezik: početni tečaj), Sankt Petersburg, 2011.
- Элементарная грамматика хорватского языка, (Elementarna gramatika hrvatskoga jezika), Moskwa, 2012.
- Xорватско-русский словарь/Hrvatsko-ruski rječnik, Moskwa, 2013.
- Pogled iz Rusije, Rijeka, 2014.
- Armenija – domovina svetoga Vlaha, Dubrownik, 2015.
- Armenske poslovice, Split, 2016.
- Armenija – Noina zemlja: kultura i povijest, Zagrzeb, 2018.
- Hrvatski jezik. Pogled iz Rusije, Moskwa, 2020.